# As Leis da Termodinâmica
"As Leis da Termodinâmica" é um filme espanhol lançado em 2018 que aborda sobre um cientista maluco que associa sua vida amorosa e suas relações com a física, mais especificamente com as Leis da Termodinâmica. Ele tem como objetivo entender o mundo romântico e conseguir achar o "par perfeito" e, com isso, o seu "final feliz". Porém, nem toda a teoria pode ter uma prática, principalmente no amor.  

## Enredo
A história se passa em Barcelona, onde Manel, professor assistente que escreve teses sobre as leis da Termodinâmica em uma universidade do local, explora a relação das leis físicas com o comportamento emocional das pessoas, ou seja, como essas leis podem ser aplicadas às emoções do dia a dia. Dentre essas leis, ele usa as leis da Termodinâmica para explicar o amor.
Para isso, Manel acaba aplicando essas leis em seus relacionamentos amorosos. No início do filme, o personagem tem uma vida feliz com sua namorada de longa data Raquel. Tudo isso termina quando ele, seu amigo Pablo, a advogada Eva e a modelo Elena se trombam na rua, já que, após esse evento, ele se apaixona pela modelo e começa a namorá-la, se separada de sua namorada e sua vida começa a mudar. No mesmo tempo, Pablo e Eva começam a namorar também. E são nesses dois relacionamentos em que o filme se baseia.
No início do relacionamento, Manel e Elena vivem um lindo e intenso namoro, mas isso começa a mudar quando a garota se frustra pela neurose do namorado e pela sua compulsividade por organização, e isso acaba gerando desinteresse por parte dela que começa a flertar com pessoas de fora. Então, o relacionamento dos dois vai perdendo força. Paralelamente a isso, é apresentado o relacionamento de Pablo e Eva que, apesar das grandes dificuldades, está dando certo.   
Igual a uma tese acadêmica, a narrativa vai apresentando hipóteses dos relacionamentos, ações e suas consequências e como cada aspecto se relaciona com as leis físicas. Além disso, entre as cenas e explicações de Manel, são apresentados sequências com cientistas físicos explicando as leis físicas abordadas por ele em suas explicações. A história do filme, com a estrutura estabelecida, torna-se interessante e envolvente.
No final, é apresentado qual foi a conclusão de Manel com sua tentativa de relação entre física e amor e o destino que cada personagem teve, juntamente com os relacionamentos que se estabeleceram após tudo isso.  

## Elenco
- Vito Sanz como Manel
- Berta Vázquez como Elena
- Chino Darín como Pablo
- Vicky Luengo como Eva
- Irene Escolar como Raquel
- Josep Maria Pou como Professor Amat
- Andrea Ros como Alba

## Trilha Sonora
A trilha sonora do filme é de uma banda sonora original de Fernando Velázquez
| No. | Música                                        | Duração |
| --- | --------------------------------------------- | ------- |
| 1   | Dualidad Onda-particula                       | 2:15    |
| 2   | El Desorden Gana                              | 1:22    |
| 3   | El Dulce Apogeo de la Física Clásica          | 1:39    |
| 4   | Electromagnetismo                             | 1:35    |
| 5   | Forzando la Realidad                          | 2:14    |
| 6   | Fuerza Nuclear Debil                          | 1:23    |
| 7   | Fuerza Nuclear Fuerte                         | 1:24    |
| 8   | Irreversibilidad                              | 1:41    |
| 9   | La Entropia Es Imparable                      | 1:20    |
| 10  | La Expansión Se Está Acelerando               | 2:53    |
| 11  | La Ley Mas Alucinante de Todos los Tiempos    | 1:31    |
| 12  | La Probabilidad Es Determinista               | 2:40    |
| 13  | Las Leyes de la Naturaleza                    | 1:38    |
| 14  | Las Leyes de la Termodinamica                 | 2:26    |
| 15  | Las Particulas y las Fuerzas                  | 1:51    |
| 16  | Muerte Termica del Universo                   | 1:27    |
| 17  | Newton Revisado                               | 1:45    |
| 18  | Newton                                        | 4:12    |
| 19  | Observar la Particula                         | 1:30    |
| 20  | Principio de Incertidumbre                    | 1:18    |
| 21  | Segunda Ley de la Termodinamica               | 2:20    |
| 22  | Teoria de la Relatividad (especial y General) | 2:25    |